# Abdellah Taïa
Pour les articles homonymes, voir Taia.
Abdellah Taïa (en arabe : عبد الله الطايع), né le 8 août 1973 à Salé au Maroc, est un écrivain et cinéaste marocain d'expression française.

## Biographie
Issu d'une famille modeste, Abdellah Taïa est l'avant-dernier d'une famille de neuf enfants.
Abdellah Taïa étudie la littérature française à l'université Mohamed-V de Rabat et à l'université de Genève. En juillet 1999, l'année de la mort du roi Hassan II, il arrive à Paris pour un doctorat en littérature française à la Sorbonne. Son séjour à Paris est matériellement difficile, mais fructueux sur le plan intellectuel ; il découvre un autre monde qui lui inspire le don de l'écriture, et découvre la peinture (notamment Fragonard) et le cinéma.
En 1999, ses premiers textes sont publiés dans un recueil de nouvelles par Loïc Barrière, aux éditions Paris-Méditerranée, Des nouvelles du Maroc, aux côtés de Mohamed Choukri, Salim Jay et Rachid O..
Son premier recueil de nouvelles, Mon Maroc, paraît en 2001 aux éditions Séguier, avec une préface de l'écrivain René de Ceccatty auquel il rendra un chaleureux hommage quand il recevra le Prix de Flore.
Il fait son coming out en 2006,.
En juin 2007, Abdellah Taïa fait la couverture du magazine marocain TelQuel sous le titre : « Homosexuel, envers et contre tous ». En avril 2009, il publie dans le même hebdomadaire une lettre intitulée « L'homosexualité expliquée à ma mère », où il traite ouvertement de sa sexualité.
De décembre 2008 à décembre 2010, sous la présidence de Florence Malraux, Abdellah Taïa est membre de la commission « avance sur recettes » au CNC.
En 2009, il dirige l'ouvrage collectif Lettres à un jeune marocain (éditions du Seuil) qui se veut une main tendue vers la jeunesse marocaine abandonnée de tous : 50 000 exemplaires en sont distribués gratuitement en août 2009 au Maroc, en supplément de TelQuel. En décembre de la même année, 40 000 exemplaires du livre, traduit en arabe, sont également distribués gratuitement avec Nichane, la version arabophone de l'hebdomadaire.
Il est l'auteur de plusieurs romans dont Le Jour du roi, qui obtient le 4 novembre 2010 le prix de Flore.
Depuis le début du Printemps arabe, il publie plusieurs tribunes dans des journaux français et marocains.
En 2012, il réalise son premier film, L'Armée du salut, adaptation de son troisième roman qu'il présente à la Mostra de Venise 2013, au Festival international du film de Toronto 2013 et qui reçoit le Grand Prix du Jury au Festival Premiers Plans d’Angers en 2014. Le film sort en salles en mai 2014.
En mai 2019, son livre La Vie lente, sorti le 7 mars 2019, est selectionné par le jury du prix Renaudot 2019.
Le prix de la langue française 2024 lui est remis, par la ville de Brive, à occasion de la sortie de Le Bastion des larmes. Pour ce roman, il remporte également le prix Décembre.
Ses livres sont traduits dans plusieurs langues.
Il est l'un des premiers écrivains marocains et arabes (après L'Enfant ébloui de Rachid O., 1995) à affirmer publiquement, dans ses livres comme dans les médias, son homosexualité. Dans son Dictionnaire des écrivains marocains, Salim Jay écrit qu'il possède « un ton bien à lui, fait d'une imprégnation authentique par les humeurs et les rumeurs de son pays natal et d'une ouverture avide à la découverte d'univers différents de l'autre côté du détroit. »

## Œuvres
- Nouvelles du Maroc, Paris-Méditerranée, Eddif, 1999
- Mon Maroc, récit, Séguier, 2000
- Le Rouge du tarbouche, roman, Séguier, 2004
- L'Armée du salut, roman, Seuil, 2006
- Maroc 1900-1960, un certain regard, avec Frédéric Mitterrand, Actes Sud, 2007
- Une mélancolie arabe, roman, Seuil, 2008
- Lettres à un jeune marocain, recueil de lettres, Seuil, 2009
- Le Jour du roi, roman, Seuil, 2010 – prix de Flore
- Infidèles, roman, Seuil, 2012
- Un pays pour mourir, roman, Seuil, 2015
- Celui qui est digne d'être aimé , roman, Seuil, 2017
- La Vie lente , roman, Seuil, 2019, 270 pages, (ISBN 978-2-02-142183-5)[11],[12],[13] Mention spéciale du jury - Prix du roman gay 2019
- Vivre à ta lumière, roman, Seuil, 2022
- Le Bastion des larmes, roman, Julliard, 2024, 213 p.  (ISBN 978-2-260-0565-15)

## Filmographie

### Longs métrages
- 2013 : L'Armée du salut
- 2024 : Cabo Negro

### Courts métrages
- 2023 : Ne jamais s'arrêter de crier